# 공주병
공주병(Princess sickness, 베트남어: bđenh công chúa; 중국어: 公主病)은 여자가 자기 자신이 공주처럼 예쁘고 고귀하다고 착각하는 일을 뜻하는 단어로 동아시아 및 동남아시아에서 구어체로 사용되는 신조어이다. 반대로, 덜 일반적이지만 비슷한 견해를 가진 남성은 "왕자병"에 걸린 것으로 묘사될 수 있다.
이 용어는 아시아 전역에 걸쳐 네 마리의 아시아 호랑이가 등장하면서 유래된 것으로 추측된다. 급속한 경제 성장으로 인해 소비주의적이거나 물질주의적인 태도가 증가하고 상류층이 자녀에게 막대한 투자를 하게 되면서 나중에 물질적 부와 가사 도움에 익숙해질 수 있다.

## 같이 보기
- 인격장애
- 소황제